# Oxenstierna
Oxenstierna er en gammel adelsslægt fra Småland; Den stammer fra en Nils i Långserum, hvis søn Gjurd Nilsson (død tidligst 1312) var den første som bevisligt anvendte slægtens våbenskjold, der forestiller oksehorn , og som er baggrunden for navnet Oxenstierna, der opstod i 1500-tallet (Ochsenstirn betyder Oksepande på tysk). 
Slægten har spillet en fremtrædende rolle i Sveriges historie. Under Kalmarunionen var flere medlemmer af slægten rigsforstandere.

## Personer fra slægten Oxenstierna (rækkefølgen vilkårlig)
- Axel Oxenstierna
- Gabriel Bengtsson (Oxenstierna)
- Johan Gabriel Oxenstierna
- Gabriel Gustafsson Oxenstierna
- Jöns Bengtsson (Oxenstierna)
- Bengt Jönsson (Oxenstierna)
- Nils Jönsson (Oxenstierna)
- Bengt Oxenstierna (1591-1643)
- Bengt Gabrielsson Oxenstierna